# Старицкие каменоломни
Старицкие каменоломни или старицкие пещеры или старицкие катакомбы (местное название: заломы или заломки) — подземные полости искусственного происхождения в Тверской области, на 40-километровом участке вдоль русла реки Волги в окрестностях города Старицы. В подземных выработках с XII века добывался известняк для зданий мирского и церковного назначения Поволжья.

## Исторический очерк
С XII века по 1928 год артели старателей добывали в каменоломнях известняк — «старицкий белый камень» или «старицкий мрамор». Добытый строительный материал шёл на здания города Твери, церкви Спасо-Каменского монастыря на Кубенском озере (с 1550 года), крепостные стены города Смоленска (с 1596 года) и в другие места. Предположительно, старицкие каменоломни представляли единую систему с подземными ходами Старицкого Свято-Успенского монастыря.
В 1941 году здесь были сооружены оружейные склады для подпольщиков. Частичная добыча камня была возобновлена по окончании Великой Отечественной войны (в основном ради производства извести для нужд местного населения).
В 1947 году входы в некоторые подземелья взорваны властями. Ниже по Волге, у деревень Змеевы Горки и Верхний Спас, разработку камня продолжали артели окрестных крестьян численностью в 6—8 человек вплоть до 1953 года. Добытый камень вывозили водным путем. Разработки каменоломен закрыли, в том числе, и по причине обмеления Волги.
С 1970-х годов получил развитие неорганизованный туризм.

## География
Пещеры расположены по двум берегам Волги от деревни Молоково вниз по течению до деревни Нижний Спас на протяжении 40 км водного пути. Таким образом в эту полосу попадает территория самого города Старицы.

### Подсистемы
Крупных выработок — десятки. Чаще всего названы по топонимам, расположенным близ их входов, либо носят самобытные названия.
Вход в наиболее посещаемую пещеру — «Ледяная» (также выступает под названиями Нижнетолпинская-1, -2) расположен в овраге 5-метровой глубины на берегу Волги в районе деревень Чукавино и Толпино (на стороне Толпина). Пещера сравнительно удобна, так как в нее ведет не лаз, а вход, и передвигаться в пещере можно в полный рост.
Другие известные подсистемы:
- «Капкан»[4] (близ деревни Старо-Ямская)[6];
- «Лисичка»[7] (она же «Среднетолпинская-1»[4]);
- «Парабеллум» (она же «Среднетолпинская-2»)[8];
- «Среднетолпинская-2а»;
- Долина реки Каменки (от Старицы 6,5 км вверх по течению Волги по правому берегу)[9];
- «Барсучья» (она же «Дыхло Барсучье»)[10] (расположена от Старицы в 12 км выше по течению Волги на левом берегу, два входа близ села Федурново)[9];
- «Сельцовские пещеры»[11] (другое название — «Сельцовские заломки»[12]; суммарная длина ходов 5 км; от автовокзала Старицы 15 минут хода; находится практически в черте города, на правом берегу Волги чуть ниже моста за Успенским монастырем)[9];
- «Верхнечукавинская-1a»[4];
- «Вехнечукавинская-2»[4];
- «Нижнетолпинская-3»[4];
- «Террасная-1»[4];
- «Лисья» (близ деревни Калошино)[6].

## Фауна
Имеются колонии рукокрылых.

## См.также
- Гурьевские каменоломни (Тульская область)
- Подмосковные каменоломни (Московская область)
- Пятницкие каменоломни (Орловская область)
- Нолькин камень (Марий Эл)
- Каменоломни под Калугой
- Каменоломни под Рязанью
- Подземелья Нижегородчины
- Подземелья Самарской области